# Billy Cooper (cầu thủ bóng đá)
William G. E. Cooper, hay Billy Cooper (sinh năm 1917) là một cầu thủ bóng đá người Anh thi đấu ở vị trí tiền đạo trung tâm.

## Sự nghiệp
Sinh ra ở York, Cooper thi đấu cho Halifax Town, Bradford City và Rochdale. Đối với Bradford City he made 7 lần ra sân ở Football League, ghi 4 bàn thắng.